# Ragazza del sud/Nina la bionda
Ragazza del sud/Nina la bionda è un 45 giri della cantautrice italiana Gilda, pubblicato nel 1975 dall'etichetta discografica Sides.

## Il disco
Gilda è autrice dei testi e delle musiche di entrambi i brani; il lato A è arrangiato da Raf Cristiano mentre il lato B Nina la bionda da Mario Battaini
Il lato A del 45 giri, Ragazza del sud è stato presentato dall'artista al Festival di Sanremo 1975, risultando vincitore di un'edizione travolta da diverse polemiche e povera di artisti di primo piano.
Il lato B, Nina la bionda, è un sirtaki che racconta la vicenda di una ragazza che lascia il suo paese e si trasferisce in città, dove finirà a fare la prostituta
Il disco non ottenne particolare successo commerciale, raggiungendo la ventesima posizione nella classifica settimanale e piazzandosi all'ottantanovesimo posto della classifica annuale dei 45 giri più venduti in Italia nel 1975; i brani non sono stati pubblicati nell'unico 33 giri dell'artista, uscito l'anno seguente.

## Tracce
LATO A
Edizioni musicali Frida.
1. Ragazza del sud (Gilda)

LATO B
Edizioni musicali Frida.
1. Nina la bionda (Gilda)

## Classifiche

### Classifiche settimanali
| Classifica (1975) | Posizione massima |
| ----------------- | ----------------- |
| Italia            | 20                |

### Classifiche di fine anno
| Classifica (1975) | Posizione |
| ----------------- | --------- |
| Italia            | 89        |